# Arcidiecéze vojenských služeb (USA)
Arcidiecéze vojenských služeb Spojených států amerických (en. Archdiocese for the Military Services of the United States) je vojenské imediátní arcibiskupství ve Spojených státech amerických, které slouží členům ozbrojených sil USA katolického vyznání. Arcibiskupem je od roku 2008 Mons. Timothy Broglio, který má pět pomocných biskupů. V roce 2013 bylo asi 25% členů ozbrojených sil USA katolíky, kterým bylo k dispozici asi 350 kněží.

## Historie
Americký vojenský ordinariát byl založen již v roce 1917 jako personální apoštolský vikariát. V listopadu 1939 Svatý stolec ustanovil Vojenský vikariát USA. Dne 21. července 1986 papež Jan Pavel II. ustanovil současnou strukturu Arcidiecéze vojenských služeb USA.